# Helotidae
Helotidae là một họ bọ Cánh cứng trong phân bộ Polyphaga.